# 山玉兰
山玉兰（学名：Magnolia delavayi），又名优昙花、山波萝（云南），为木兰科木兰属的植物，是中国的特有植物。分布在中国大陆的贵州、云南、四川等地，生长于海拔1,500米至2,800米的地区，常生长在石灰岩山地阔叶林中和沟边较潮湿的坡地。

## 特征
常绿乔木，株高8－15米，树皮为白色至深黄褐色。叶宽，狭卵形，长10－20厘米，偶可达32厘米，宽5－10厘米，偶可达20厘米，质地韧，革质，叶柄长5－7厘米。花芬芳，杯状，宽15－25厘米，花瓣9枚，质厚，乳白色至粉红色，花期7－8月。
山玉兰主要用於观叶，栽培不是很普遍，但近年来红花栽培种种植较为广泛。